# Stadelberg
Der Stadelberg (auch Stadlberg, slowenisch Sotinski breg oder Kugla) ist ein 418 m. i. J. hoher Hügel im Goričko auf der Grenze zwischen Slowenien und Österreich. Er bildet sowohl die höchste Erhebung der Regionen Prekmurje und Pomurska als auch des Bezirks Jennersdorf und wird von Slowenen gelegentlich als „Triglav des Prekmurje“ bezeichnet.

## Lage und Umgebung
Der Stadelberg liegt auf beiden Seiten der Grenze in den Gemeinden Rogašovci  und Neuhaus am Klausenbach zwischen der Dreiländerecke Steiermark/Burgenland/Slowenien im Südwesten und der Dreiländerecke Österreich/Ungarn/Slowenien im Nordosten. Der höchste Punkt befindet sich auf slowenischem Boden, ein Triangulationspunkt auf österreichischer Seite misst 417 m ü. A.
Im Südwesten trennt der Einschnitt der Ledava die Erhebung vom Serdiški breg (416 m). Die großteils bewaldete Nordwestflanke fällt zum Leinergraben (Klausenbach) hin ab, der besiedelte und landwirtschaftlich genutzte Südosthang zum Tal von Sotina. Rund 1 km nordöstlich der Erhebung befindet sich mit Bonisdorf die nächstgelegene geschlossene Ortschaft. Der Hügel ist Teil des trilateralen Naturparks Raab-Őrség-Goričko.

## Geologie und Geomorphologie

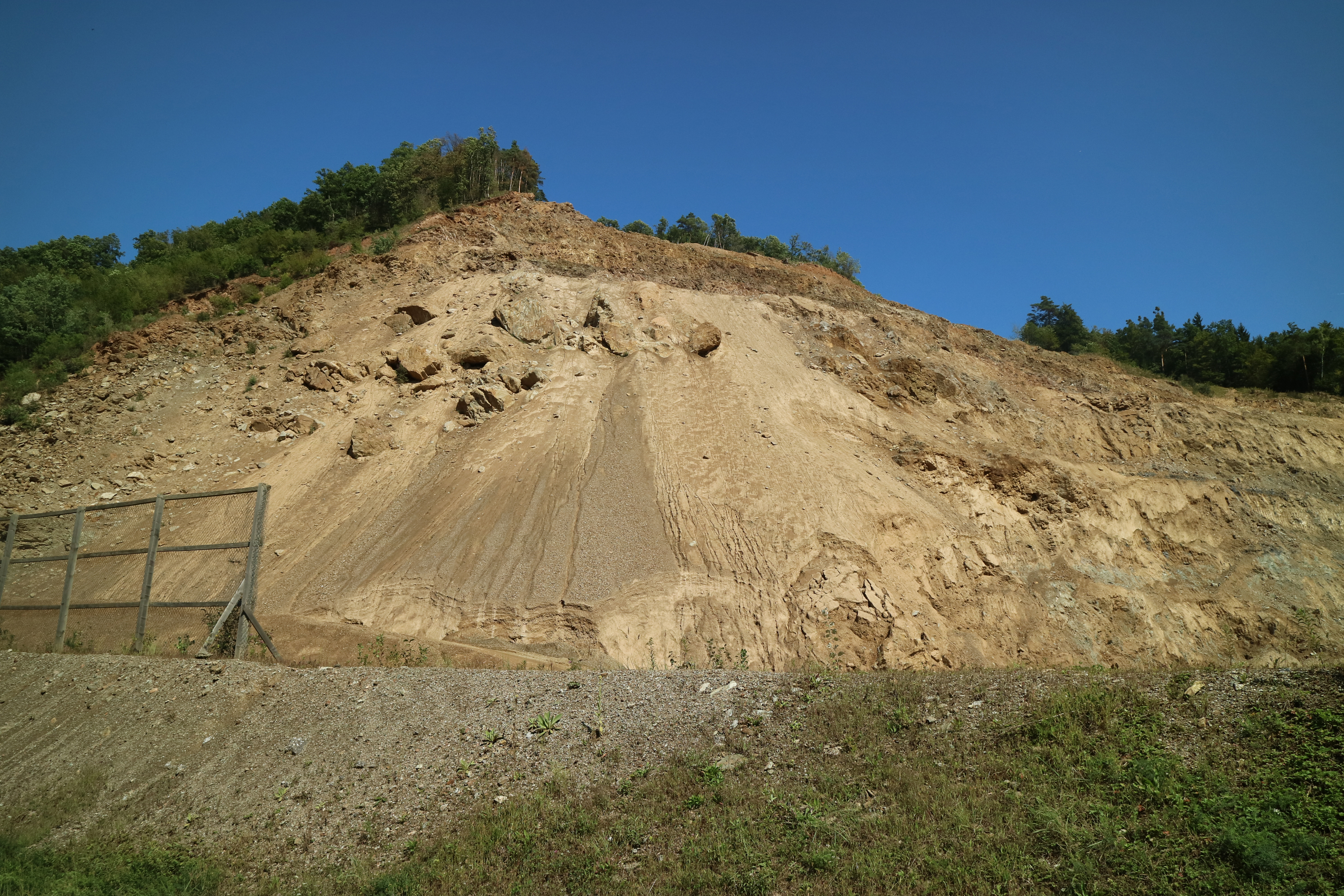
Schiefersteinbruch Sotina am Südwesthang (Ledava-Schlucht)

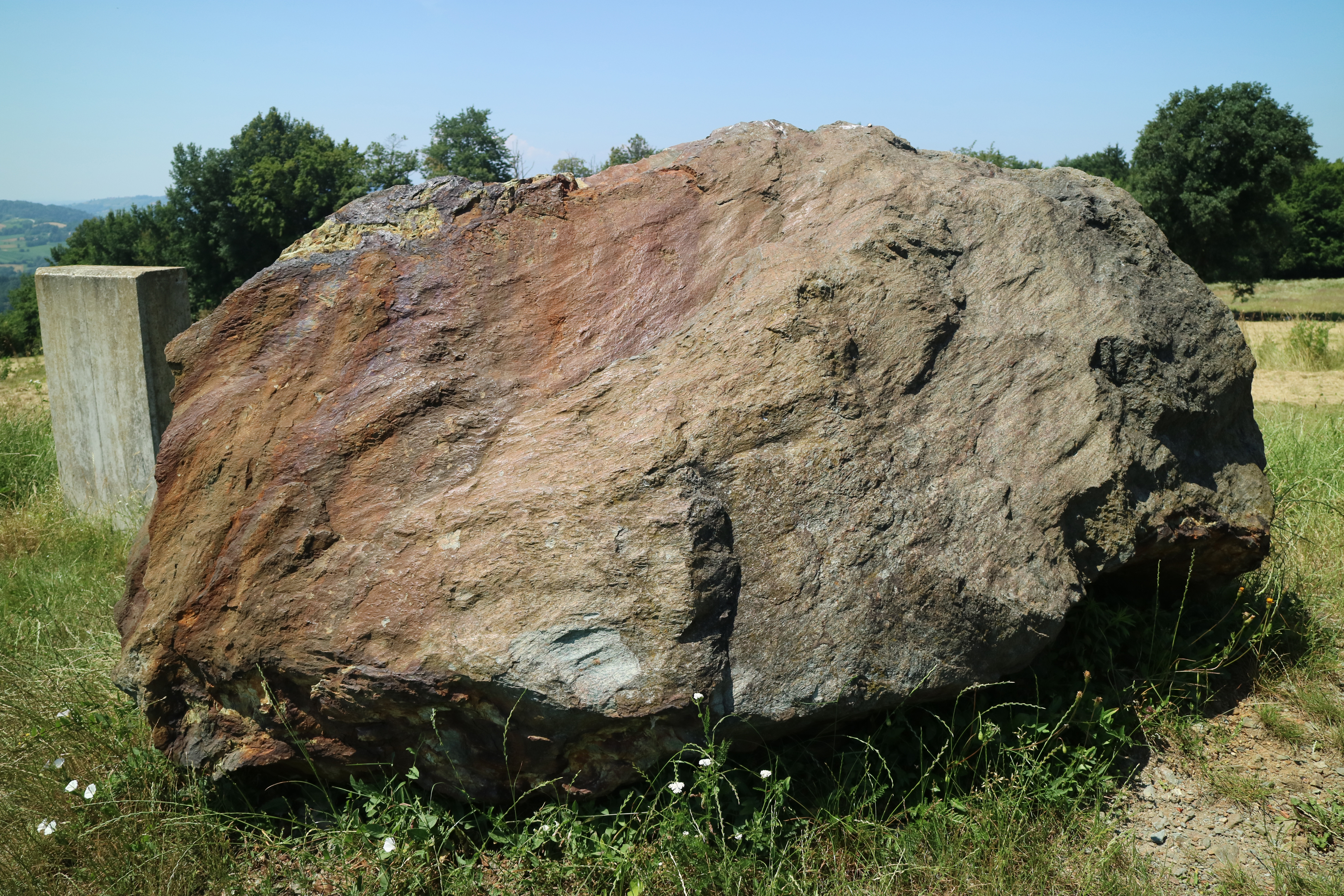
Schieferblock am Plateau

Der am Ostrand der Grazer Bucht gelegene Stadelberg bildet eine geologisch-morphologische Besonderheit, besteht er doch im Gegensatz zu seiner tertiären Umgebung aus deutlich älteren paläozoischen Schiefern, die der Sausal-Gruppe angehören.
Das in der österreichischen Literatur als „Neuhauser Schieferinsel“ bezeichnete geologische Fenster umfasst unter anderem auch den benachbarten Serdiški breg. Im Badenium und unterem Sarmatium ragten die verwitterungsresistenten Schieferberge als Inseln aus der Paratethys hervor. 
Im Oberpliozän bildeten sich durch phasenweise Denudation unterschiedliche Niveaus im Gebiet aus, wovon das sogenannte Stadelberg-Niveau zwischen 395 und 410 m das höchste darstellt. Dieser Verebnungsfläche verdankt der Berg seinen typischen Plateaucharakter. 
Weil die Niveaus in der Gleichenberger Vulkanregion eine ähnliche Seehöhe aufweisen, hielt Ivan Gams noch 1959 eine vulkanische Entstehung für möglich.
In der Ledava-Schlucht erreichen die Hänge eine für Schiefer ungewöhnliche Steilheit von bis zu 38°. Dort befindet sich seit Ende der 1980er Jahre ein von der Firma SGP Pomgrad betriebener Steinbruch, der jährlich rund 55.000 m³ Aushub produziert. Abgebaut werden die am Kontakt zu den miozänen Sedimenten phyllithaltigen Schiefer, welche beispielsweise im Straßenbau zum Einsatz kommen.
Es dominieren stark metamorphe Diabase, die zur geotektonischen Einheit des Zentralalpins zählen. Neben bis zu 10 cm mächtigen Quarzgefäßen kommen Albit und Glimmer sowie Pyrit- und Muskovitkristalle vor. Im linken (nördlichen) Steinbruchteil finden sich Dolomiteinschaltungen, die mit Limonit bedeckt sind und winzige Goethiteinschlüsse enthalten.

## Meteorologie

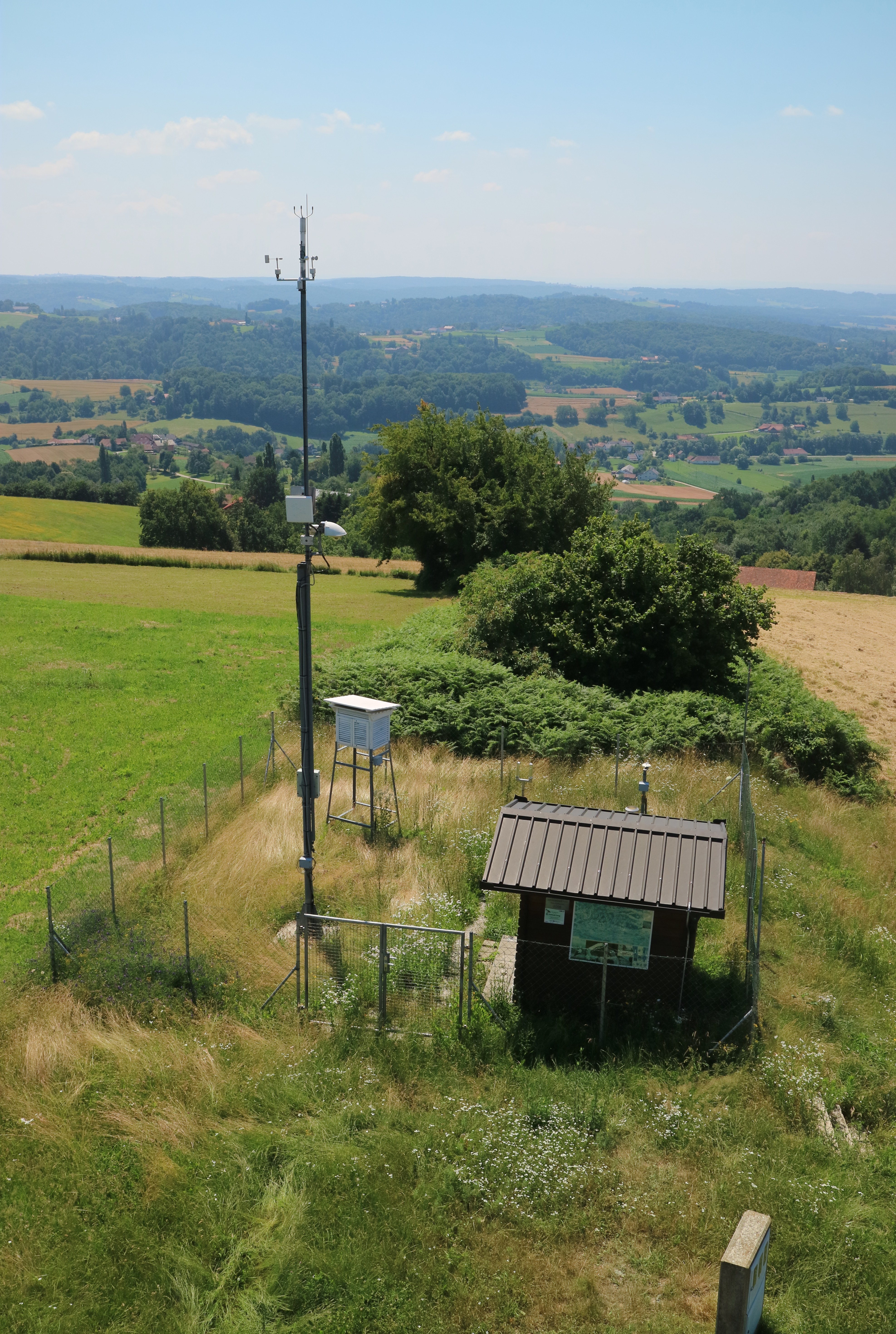
Meteorologische Station

Im November 2006 wurde auf Bestreben von Janko Halb, Direktor des Landschaftsschutzparks (Krajinski park Goričko), eine vollautomatische meteorologische Messstation am Sotinski breg errichtet. Durch den Ausbau des Messnetzes sollte eine gewisse Unabhängigkeit des Prekmurje und speziell Goričko von österreichischen und ungarischen Wetterprognosen erreicht werden. Der Landschaftsschutzpark investierte insgesamt 12 Millionen Tolar in die Station, deren Standort ein Grundbesitzer aus Sotina ohne Entschädigungsanspruch zur Verfügung stellte. Seit Ende Dezember 2006 zeichnen die Wetterhütte und der Windmast meteorologische Daten für die slowenische Umweltagentur (Agencija Republike Slovenije za okolje, ARSO) auf.
Am Windmast befindet sich eine Webcam.
Die durchschnittliche Windgeschwindigkeit betrug im Zeitraum zwischen 2007 und 2016 genau 3 m/s, wobei die höchsten Werte zwischen März und Mai gemessen wurden. Die Hauptströmungsrichtung ist Südsüdost mit fast 17 % aller aufgezeichneten Winde. Rund 12 % kommen aus nordnordwestlicher Richtung.

## Tourismus
Der Sotinski breg bildet ein beliebtes Ausflugsziel und ist sowohl auf Wanderwegen als auch auf asphaltierten Straßen von beiden Ländern aus erreichbar. Über die Gipfelkuppe verläuft die Via Pomurje (Pomurska Planinska Pot), ein rund 300 km langer Weitwanderweg durch die Region Pomurska. Neben der meteorologischen Station befindet sich ein 17 m – anderen Angaben zufolge – 14 m
hoher Aussichts- und Glockenturm, seit 2013 Kontrollpunkt für Weitwanderer. Die Aussicht reicht im Süden über das gesamte Goričko in die Murebene (Mursko polje) und darüber hinaus bis nach Kroatien. Im Westen und Nordwesten überblickt man das Steirische Vulkanland mit Stradner Kogel, Gleichenberger Kogel und Kapfenstein, Richtung Osten reicht der Blick bis nach Westungarn. Wenige Gehminuten vom Aussichtsturm entfernt befindet sich eine an Wochenenden geöffnete Jausenstation.
Laut einer Besucherbefragung mittels kognitiver Karten zählt der Sotinski breg neben dem Schloss Grad und den Seen Ledavsko jezero und Bukovniško jezero zu den beliebtesten Sehenswürdigkeiten des Landschaftsparks Goričko.

## Bilder

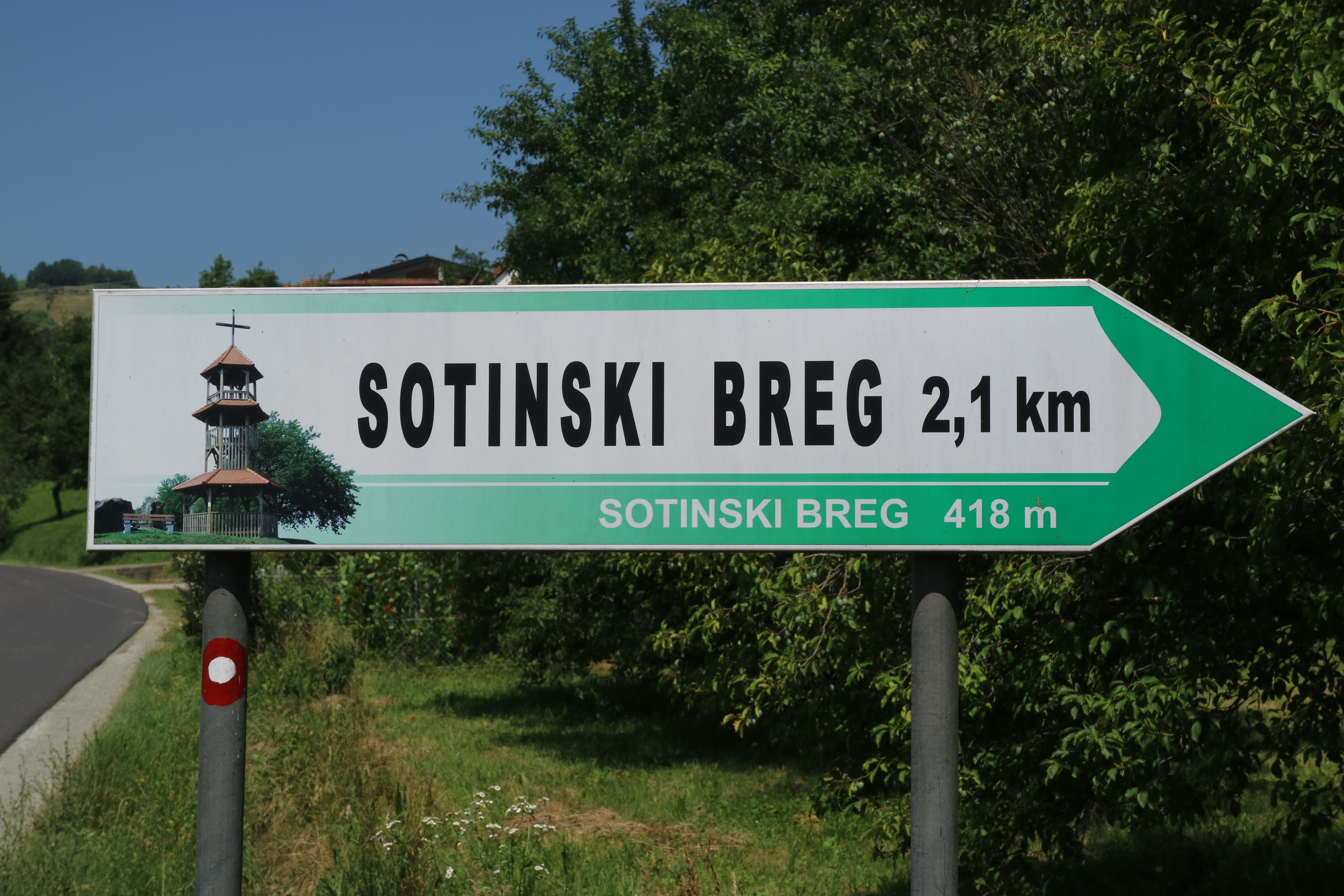
Wegweiser in Sotina
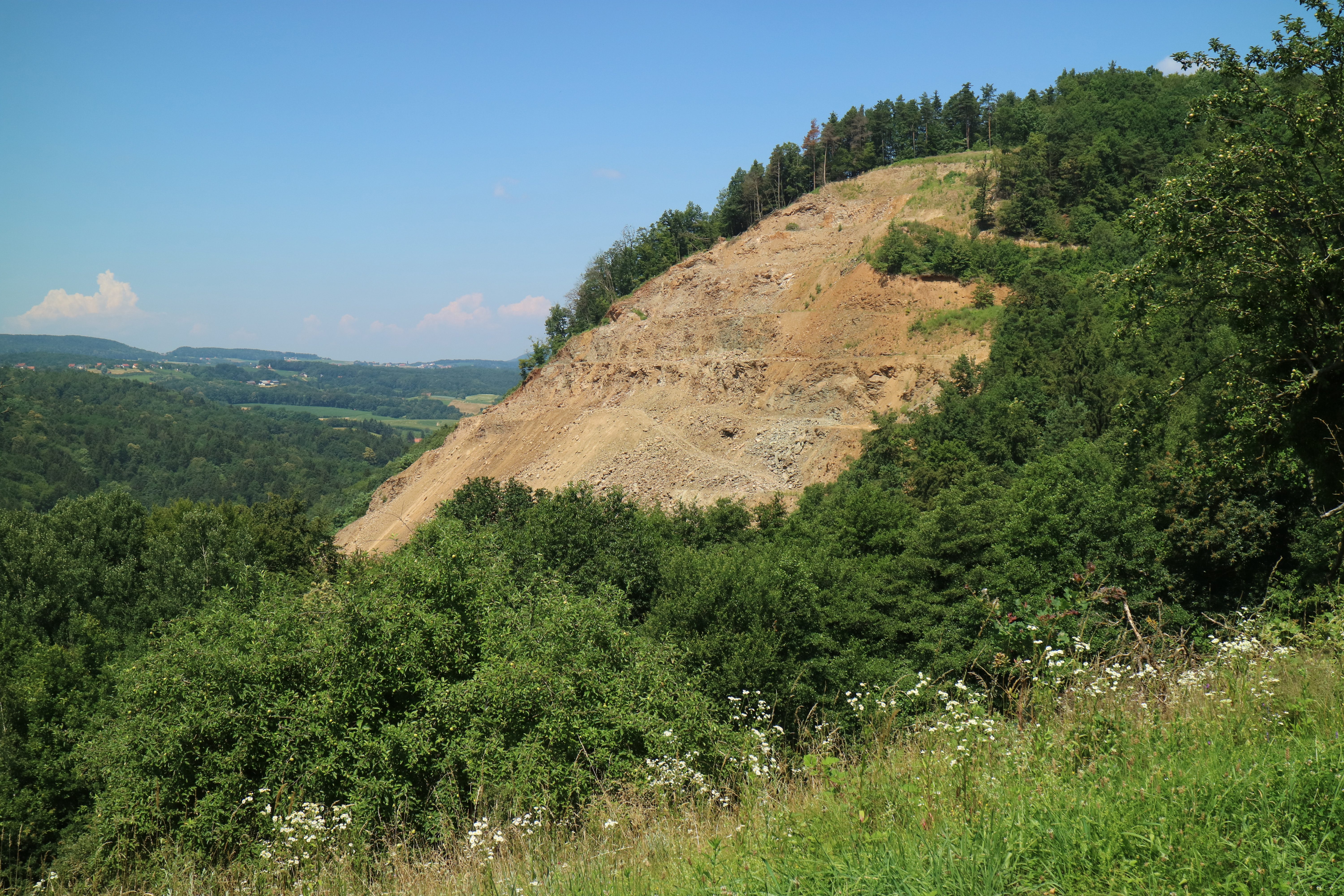
Steinbruch Sotina von Südosten
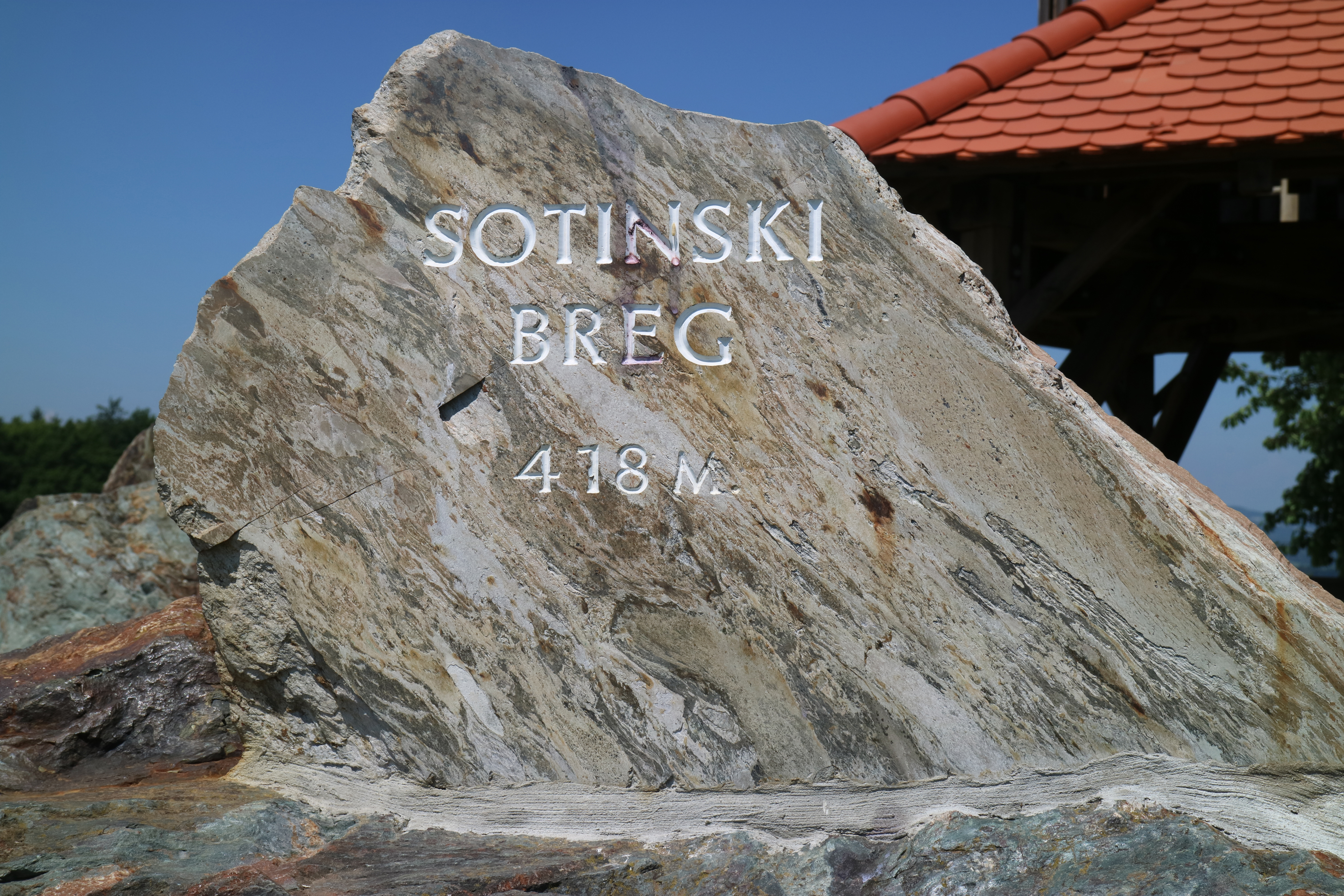
Gipfelplatte
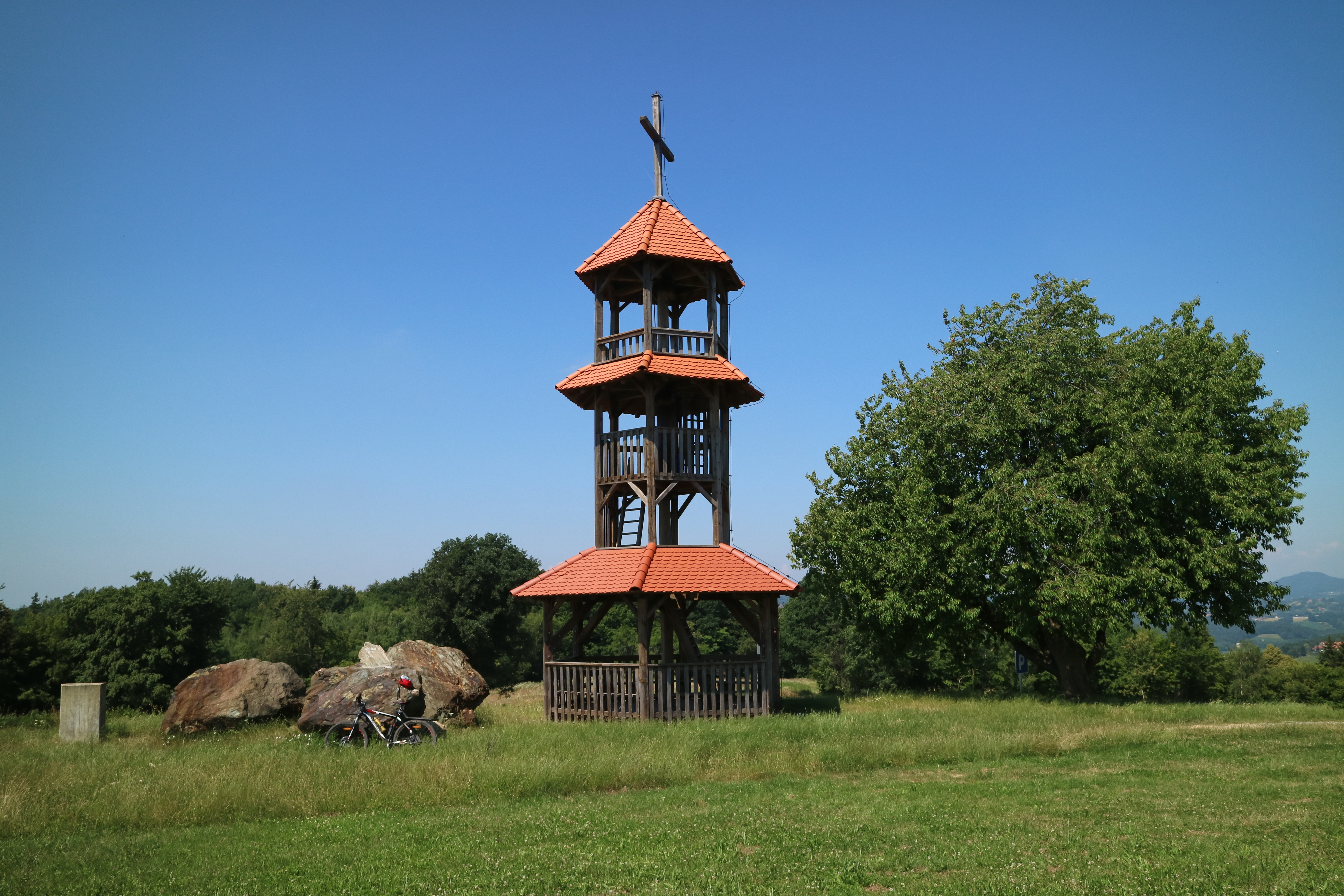
Aussichts- und Glockenturm
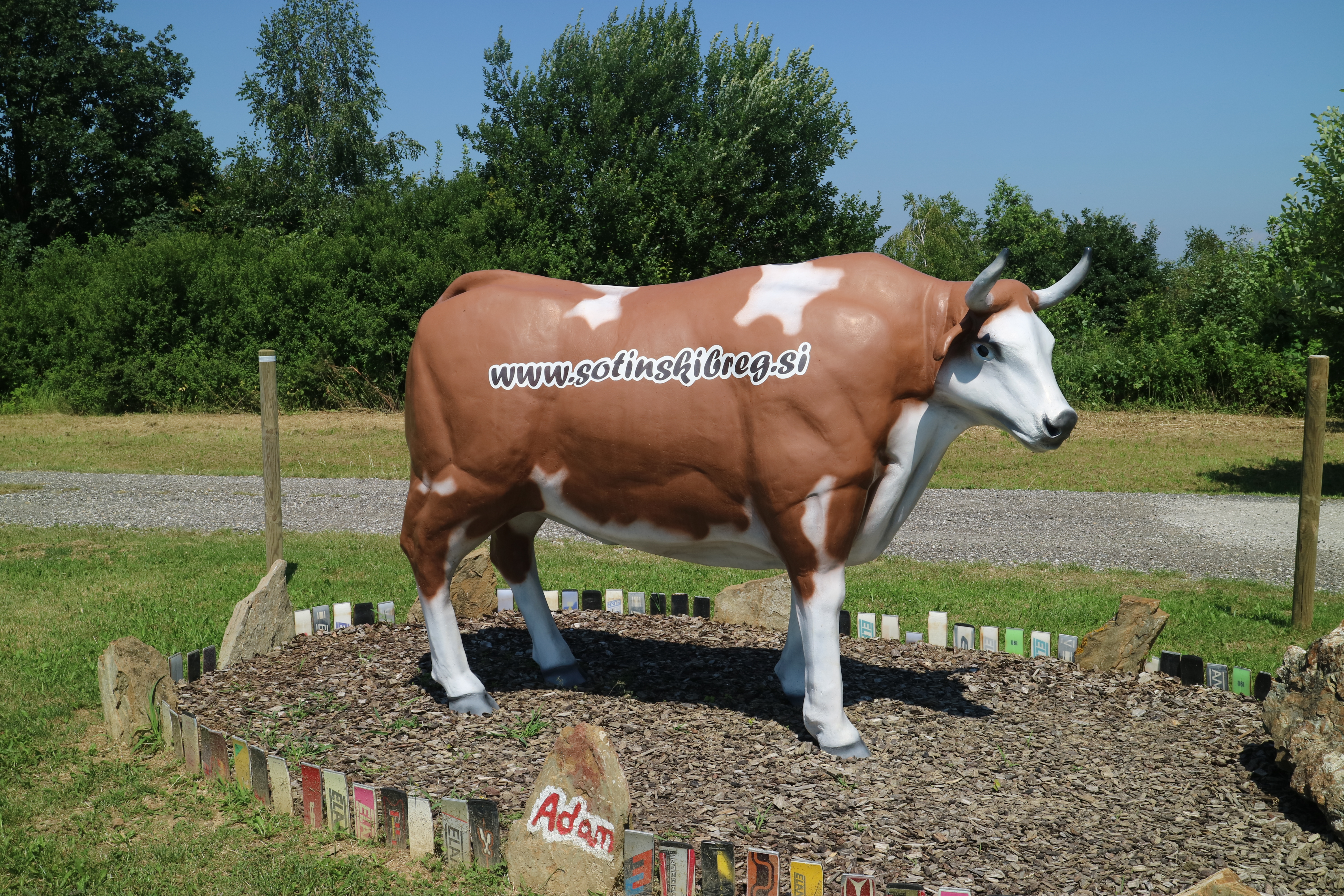
Plastikbulle „Adam“
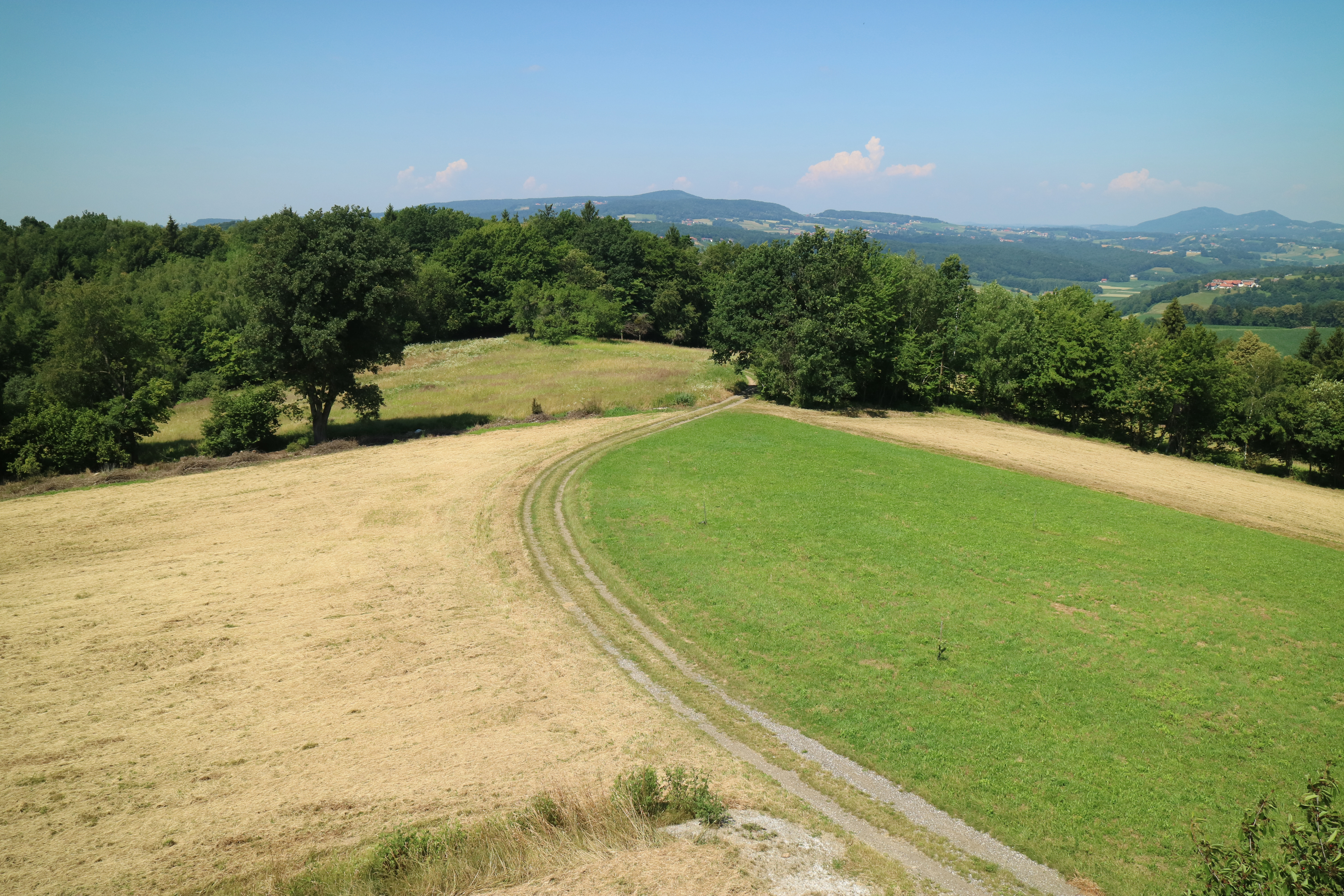
Blick zum Stradner Kogel
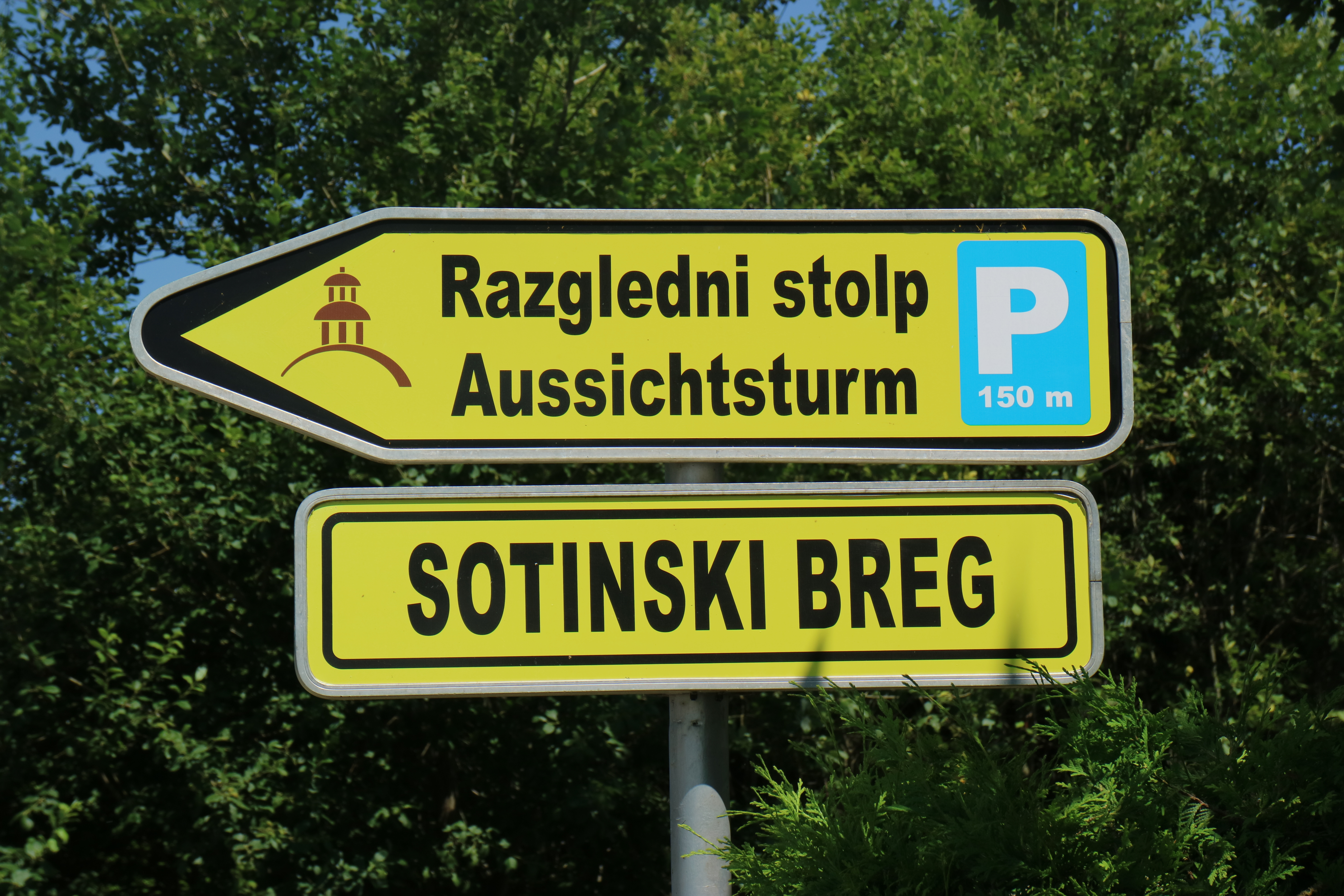
Wegweiser am Plateau